# Андраникян, Степан Хачатурович
Степан Хачатурович Андраникян (20 августа 1927, Майкоп, , Краснодарский край, РСФСР — 16 февраля 2017, Ереван, Армения) — советский и армянский живописец, художник-постановщик кино и режиссёр-мультипликатор, народный художник Республики Армения (2011).

## Биография
В 1932 году вместе с семьёй переехал в Ереван. В 1947 году закончил Ереванское художественное училище имени Ф. Терлемезяна. В 1954 году окончил художественный факультет ВГИКа (мастерская И. А. Шпинеля). После окончания ВГИКа работал на «Ленфильме».
С 1955 года работал художником на киностудии «Арменфильм». В 1970—1982 годах был художественным руководителем мультипликационной группы киностудии. Был режиссёром и художником-постановщиком нескольких мультфильмов, снятых на студии («Невеста солнца», «Пингвин Вин», «Жил-был ёжик», «Непокорный»). Преподавал в Ереванском государственном институте театра и кино, профессор. Художник-постановщик многих кинокартин, участвовал в создании почти 30 кинофильмов.
Как художник рисовал портреты и пейзажи.

## Награды и звания
- Заслуженный художник Армянской ССР (1967).
- Золотая медаль Министерства культуры Армении (2010).
- Народный художник Республики Армения (2011).
- Специальный приз кинопремии «Айак» (2014)[2].

## Фильмография

### Художник
1. 1956 — Когда рядом друзья (художник по костюмам)
2. 1956 — Тропою грома (художник по костюмам)
3. 1957 — Кому улыбается жизнь
4. 1960 — Северная радуга
5. 1961 — Дорога
6. 1961 — Тжвжик («Печёнка») (короткометражный)
7. 1963 — Огонь (короткометражный)
8. 1963 — Путь на арену
9. 1964 — Губная помада №4 (Շրթներկ №4)
10. 1964 — Мсье Жак и другие (новелла «Издержки вежливости»)
11. 1966 — Охотник из Лалвара
12. 1968 — Жара (короткометражный)
13. 1968 — Цвет граната (художник-постановщик)
14. 1969 — Мы и наши горы
15. 1969 — Царь Чах-Чах (новелла «Честь бедняка») (художник-постановщик)
16. 1970 — Родник Эгнар (Հեղնար աղբյուր)
17. 1974 — Твёрдая порода (Կարծր ապար)
18. 1976 — Рождение
19. 1978 — Звезда надежды (Հուսո աստղ)
20. 1979 — Умри на коне
21. 1984 — Земля и золото (художник-постановщик)
22. 1985 — Алмаст (Ալմաստ)
23. 1990 — Тоска

### Мультфильмы
1. 1972 — Невеста солнца
2. 1977 — Жил-был ёжик[3]
3. 1982 — Пингвин Вин

## Фестивали и награды
- «Невеста солнца» — 6 Всесоюзный кинофестиваль (Алма-Ата, 1973) по разделу мультфильмов — 2я премия;
- «Жил-был ёжик» — 11 Всесоюзный кинофестиваль (Ереван, 1978) по разделу мультфильмов — Приз за воплощение детской сказки[4].